# ブロッケル
ブロッケル (ドイツ語: Brockel) は、ドイツ連邦共和国ニーダーザクセン州のローテンブルク（ヴュンメ）郡に属す町村（以下、本項では便宜上「町」と記述する）であり、ザムトゲマインデ・ボテルを構成する町村の一つである。

## 地理

### 町の構成
この町は首邑であるブロッケルの他、ベレン集落、トローヒェル地区、ヴェンゼブロック地区からなる。町域の多くは森林である。

## 行政

### 町議会
この町の町議会は11議席からなる。

## 文化と見所
この町は1860年に建造されたオランダ風車で知られている。聖十字架教会は、荒石で造られた建造物で、1804年に建造された。かつてここは巡礼地であった。この教会のフルトヴェングラー・オルガンは約2700本のパイプと2つのカプラーを含む17のストップを持つ。

## 経済と社会資本

### 交通

#### 道路
連邦道B71号線がブロッケルを通っている。

#### 鉄道
ブロッケルには、かつてブレーマーフェルデ - ヴァルスローデ鉄道の駅（ローテンブルクとフィッセルヘーヴェデの間）があった。現在の最寄りの駅はローテンブルク (ヴュンメ)またはシェーセルにある。
ブロッケル町はY-テラス計画推進に力を入れている。この計画はブロッケルを横切る形で新設の鉄道路線 Y-テラス・ハノーファー - ハンブルク/ブレーメン線と敷設しようとするもので、このためには古い保護文化財の農家を撤去しなければならない。

### 教育
ブロッケルには基礎課程学校が1校ある。

## 引用
1. ↑  Landesamt für Statistik Niedersachsen, LSN-Online Regionaldatenbank, Tabelle A100001G: Fortschreibung des Bevölkerungsstandes, Stand 31. Dezember 2023